# Sonicrime Therapy
Sonicrime Therapy is het laatste studioalbum van Japanse hardcore punk/heavymetalband GISM.
Het werd op cd uitgebracht in 2001, door het Japanse platenlabel "Beast Arts". De tracklist op dit album bestaan deels uit afkortingen waaruit is op te maken wie het geschreven heeft. Zo zijn alle nummers genaamd "RU" geschreven door gitarist Randy, "RUNS" door Randy samen met zanger Sakevi en "KI" door bassist Kiichi.
Het album wordt al jarenlang beschouwd als een collector's item, aangezien het gelimiteerd geperst is. Op veilingsites zoals eBay wordt het object zo nu en dan verkocht voor 180 euro minimaal.

## Line-up
- Shigehisa "Sakevi" Yokoyama (vocalist)
- Randy Uchida (gitaar)
- Kiichi Takahashi (bassist)
- Ironfist Tatsushima (drums)

## Tracklist
1. Dual Improvisations for Hypochondriac - 07:30
2. KI-1 - 04:59
3. RUNS-2 - 04:46
4. KI-4 - 03:12
5. RUNS-3 - 04:26
6. RUNS-1 - 04:49
7. RU-3 - 05:07
8. KI-2 - 04:06
9. KI-5 - 04:08
10. RU-1 - 04:11
11. KI-3 - 05:23
12. Phenomenal Exile in Schizophrenic Patients - 08:03